# Cristian Valenzuela
Cristian Exequiel Valenzuela Guzmán (Santiago, 28 de abril de 1983) é um atleta paralímpico chileno, ganhador da primeira medalha para Chile nuns Jogos Paralímpicos. Valenzuela tem uma cegueira total, pelo qual participa na categoria T-11 do atletismo paralímpico.

## Biografia

### Inícios no desporto
Perdeu o sentido da vista aos 12 anos, produto de um glaucoma congénito. Depois de dito evento, decidiu reorientar sua vida para superar a depressão em que se encontrava, e começou a praticar atletismo.
Sua primeira participação nuns Jogos Paralímpicos foi em cita-a de Pequim 2008, onde competiu em 1500 m na categoria T-11, acompanhado por Claudio Vargas, quem além de guia era seu treinador, na qual obteve um tempo de 4:27.94, rompendo seu anterior recorde nacional de 4:35.54. No Campeonato Open de Atletismo de Buenos Aires 2011 romperia por terceira vez seu próprio recorde nos 1500 m, junto a sua guia Raúl Moya e Francisco Muñoz, marcando um tempo de 4:18.10. Em dita concorrência também rompeu o recorde panamericano em 5000 m.

### Campeão mundial e ouro paralímpico
A fins de 2010 assumiu como sua guia o atleta Cristopher Guajardo, com quem conseguiu seus primeiros sucessos internacionais no Campeonato Mundial de Atletismo organizado pelo Comité Paralímpico Internacional em Christchurch (Nova Zelândia), onde obteve o primeiro lugar na carreira de maratona, e o segundo lugar nos 10 mil metros, ambos na categoria T-11.
Nos Jogos Paralímpicos de 2012, participou nas carreiras de maratona, 1500 m e 5000 m. O 5 de setembro ficou quarto na prova de 1500 m, com uma marca pessoal de 4:07,79, ficando a 0,23 segundos do podio, sendo superado pelo canadiano Jason Dunkerley quem obteve a medalha de bronze. O 7 de setembro participou na prova de 5000 m acompanhado de sua guia, Christopher Guajardo. Ali, obteve um tempo de 15:26,26, recebendo a medalha de ouro, seguido pelo canadiano Dunkerley e o japonês Shinya Wada. Esta foi a primeira vez que Chile obteve uma medalha nos Jogos Paralímpicos, depois de 20 anos de seu debut nos Jogos Paralímpicos de Barcelona 1992.
Em dezembro de 2012 obteve o «Prêmio ao melhor Desportista do ano» junto com o gimnasta Tomás González. Também foi galardoado com o Prêmio Nacional do Desporto 2012, em agosto de 2013.
Em julho de 2013, participou no Mundial de Atletismo Paralímpico celebrado em Lyon (França), junto com os guias Rodrigo Mellado e Lucas Jaramillo, onde obteve medalha de prata nos 5000 m e 1500 m e medalha de ouro na maratona.
Em março de 2014 participou nos Jogos Parasuramericanos de 2014, celebrados em seu natal Santiago de Chile, onde obteve medalha de ouro nos 1500 m na categoria T-11.
Também, em outubro 26 correu a Maratona de Frankfurt junto a suas guias Raúl Moya e Francisco Muñoz, conseguindo um novo recorde Americano de maratona na categoria T11, de 2h:40:09.
Em agosto de 2015, no marco dos Jogos Parapanamericanos de 2015 de Toronto obtém a medalha de prata nos 5000 m categoria T-11 depois de que o ganhador fosse descalificado e Valenzuela ascendesse do terceiro ao segundo lugar.
Em outubro de 2015, no Mundial de Atletismo Paralímpico celebrado em Doha (Catar), acompanhado de suas guias Raúl Moya e Mauricio Valdivia, obteve uma medalha de ouro nos 5000 m na categoria T-11, com um tempo de 15'52"64.